# 相分離
相分離（そうぶんり、英: Phase separation）は、単一の均一混合物から2つの区別できる相が生成することを指す。最も身近な相分離は油と水のような2つの非混和性液体間のものである。こうした液体同士の相分離はしばしば液-液相分離（Liquid-liquid phase separation、LLPS）と呼ばれる。液体以外では、合金における相分離は工学において重要である。
液-液相分離は化学や物理学の領域では一般的な概念だったが、2009年のP顆粒の研究を皮切りに、にわかに生物学者の注目を集めはじめた。細胞内における相分離で形成される細胞小器官やドメインは膜を必要とせず、生体分子凝縮体として言及されることがある。

## 相分離の時間発展
非平衡状態にある単一の相が、2つの異なる相からなる平衡状態に至るまでの時間発展を述べる。

### 初期過程
初期過程においては、異なる2種類の動力学で時間発展する。スピノーダル線の内側である不安定領域から相分離がはじまる場合はスピノーダル分解、バイノーダル線とスピノーダル線の間の領域である準安定状態からはじまる場合は核生成と呼ばれる過程で相分離が進行する。
スピノーダル分解においては、濃度のわずかなゆらぎが増幅されて成長することで相分離がはじまる。その初期過程の時間発展はカーン＝ヒリアード方程式によって記述される。一方、核生成過程は偶発的に起こる大きな濃度ゆらぎで相分離領域が出現して相分離がはじまる。

### 中期から後期過程
スピノーダル分解と核生成のいずれではじまった場合も、相分離領域の体積の総和は時間とともに増大し、平衡状態へ向かう。その時間発展はオストワルト熟成として扱える場合がある。